# Vintarji
Vintarji – wieś w Słowenii, w gminie Ribnica. W 2018 roku liczyła 16 mieszkańców.